# 10069 Фонтенелле
10069 Фонтенелле (10069 Fontenelle) — астероїд головного поясу, відкритий 4 лютого 1989 року.
Тіссеранів параметр щодо Юпітера — 3,232.